# 하비 엘리엇
하비 대니얼 제임스 엘리엇(영어: Harvey Daniel James Elliott, 2003년 4월 4일 ~)는 잉글랜드 국적의 축구 선수로 현재 리버풀 FC에서 윙어, 중앙 미드필더, 공격형 미드필더로 활약 중이다.

## 수상 경력

#### 리버풀
- FA컵 : 2021-22
- EFL컵 : 2021-22, 2023-24
- FA 커뮤니티 실드 : 2022
- UEFA 슈퍼컵 : 2019
- FIFA 클럽 월드컵 : 2019

#### 잉글랜드
- UEFA U-21 유로 : 2023